# Assel (Pays-Bas)
Pour les articles homonymes, voir Assel.
Assel est une localité des Pays-Bas appartenant à la commune d’Apeldoorn.